# Далия Грей
Далия Грей (англ. Dahlia Grey, род. 14 февраля 1972 года, Сиэтл, Вашингтон, США) — американская порноактриса, лауреатка премии AVN Awards.

## Биография
Родилась 14 февраля 1972 года в городе Сиэтл, штат Вашингтон, США. Имеет латиноамериканское происхождение. В 19 лет начала танцевать стриптиз.
В 1992, в возрасте около 20 лет, дебютирует в фильмах для взрослых, первый фильм — Hidden Obsessions.
В марте 1992 года появилась на обложке журнала Hustler под именем Алисия, в марте того же года стала «киской месяца» в Penthouse под псевдонимом Джейми Дион.
Известна своими лесбийскими сексуальными сценами в многочисленных фильмах режиссёра Эндрю Блейка. Часто играла главные роли в постановках Блейка, иногда под сценическим именем Джейми Дион.
В 2000 году получила премию AVN Awards в категории «лучшая сцена стриптиза» за роль в фильме Блейка Playthings.
Снялась в 28 фильмах. Прекратила съёмки в 2009 году.

## Премии и номинации

### Премии
- 2000 : AVN Award Лучшая сцена стриптиза (Best Tease Performance) за Playthings

### Номинации
- 2001 : AVN Awards Лучшая сцена стриптиза (Best Tease Performance) за Aroused
- 2005 : AVN Awards Лучшая сцена стриптиза (Best Tease Performance) за Flirts
- 2005 : AVN Awards Лучшее лесбийское порно — фильм (Best All-Girl Sex Scene) за Flirts и Naked Diva
- 2006 : AVN Awards Лучшая сцена стриптиза (Best Tease Performance) за Teasers
- 2006 : AVN Awards Лучшее лесбийское порно — фильм (Best All-Girl Sex Scene) за Teasers

### Прочие достижения
- март 1992 — Penthouse Pet

## Фильмография
- Hidden Obsessions (1992)
- Fantasy Women (1993)
- Les Femmes Erotique (1993)
- Sex And Money (1995)
- Captured Beauty (1996)
- Unleashed 1 (1996)
- Venus Descending (1996)
- Dark Angel (1997)
- Possessions (1997)
- Delirious (1998)
- High Heels (1998)
- Wet (1998)
- Aroused (1999)
- Pin-ups 1 (1999)
- Playthings (1999)
- Adriana (2002)
- Justine (2002)
- Dollhouse (2003)
- Naked Diva (2003)
- Feel the Heat (2004)
- Flirts (2004)
- Teasers (2005)
- Teasers 2 (2005)
- Teasers: Side B (2005)